# Bagaladi

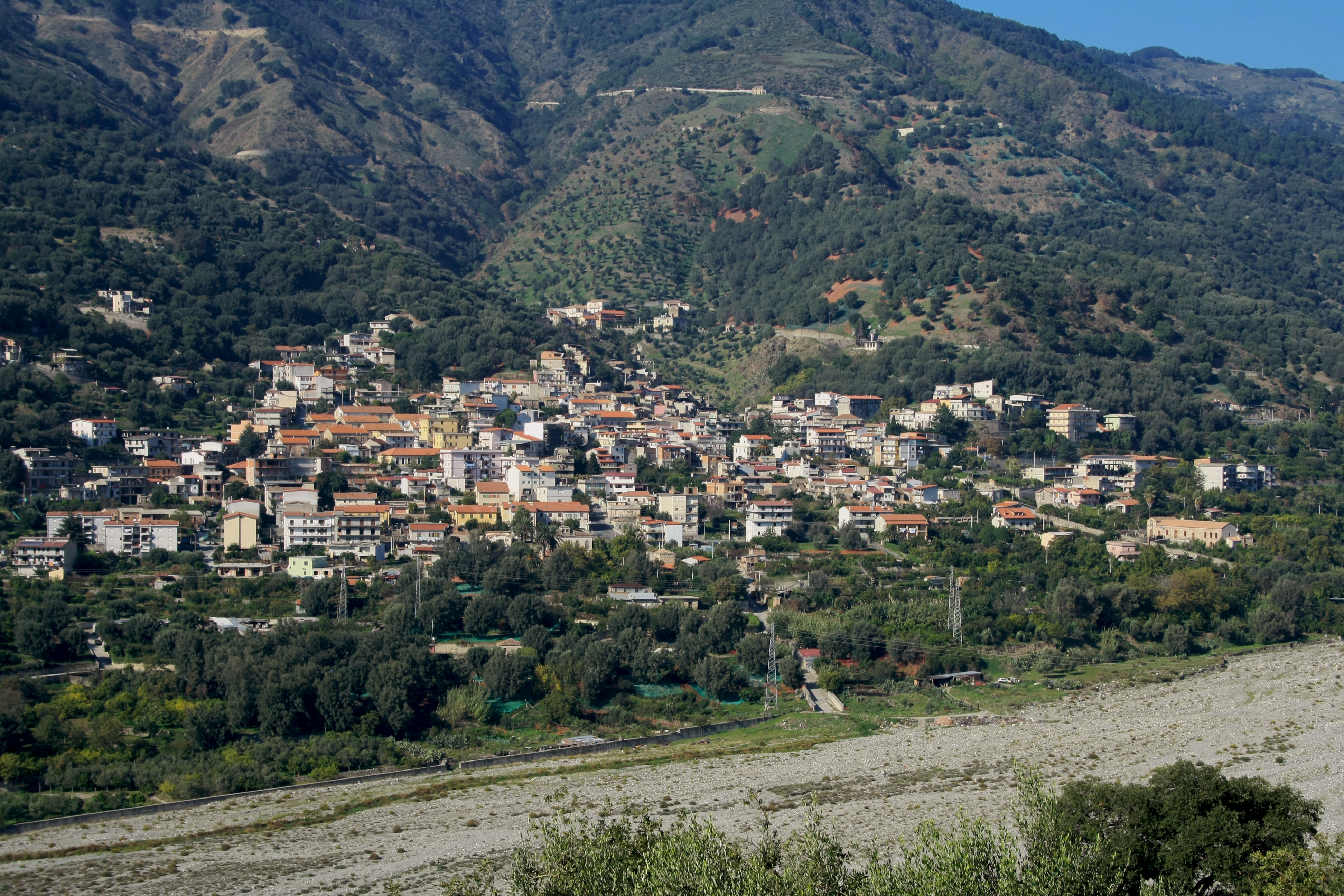
Bagaladi

Bagaladi is een gemeente in de Italiaanse provincie Reggio Calabria (regio Calabrië) en telt 1241 inwoners (31-12-2004). De oppervlakte bedraagt 30,8 km², de bevolkingsdichtheid is 42 inwoners per km².

## Demografie
Bagaladi telt ongeveer 475 huishoudens. Het aantal inwoners daalde in de periode 1991-2001 met 10,5% volgens cijfers uit de tienjaarlijkse volkstellingen van ISTAT.
| Jaar | Inwoneraantal |
| ---- | ------------- |
| 1991 | 1437          |
| 2001 | 1286          |

## Geografie
Bagaladi grenst aan de volgende gemeenten: Cardeto, Montebello Ionico, Reggio Calabria, Roccaforte del Greco, San Lorenzo.